# Álvaro Pastoriza
Álvaro Pastoriza, vollständiger Name Álvaro Damián Pastoriza Catalán, (* 10. Januar 1987 in Montevideo) ist ein uruguayischer Fußballspieler.

## Karriere
Der 1,75 Meter große Mittelfeldakteur Pastoriza steht mindestens seit der Spielzeit 2012/13 im Profikader des in Las Piedras beheimateten Klubs Juventud. In jener Saison bestritt er fünf Partien in der Primera División. Ein Tor schoss er nicht. 2013/14 kam er in der höchsten uruguayischen Spielklasse nicht zum Zug. In der Spielzeit 2014/15 wurde er dreimal (kein Tor) in der Primera División eingesetzt. Anfang August 2015 schloss er sich El Tanque Sisley an. Von dort wechselte er Mitte Januar 2016 zu Villa Teresa.